# Leptoclinides subviridis
Leptoclinides subviridis är en sjöpungsart som först beskrevs av Sluiter 1909.  Leptoclinides subviridis ingår i släktet Leptoclinides och familjen Didemnidae. Inga underarter finns listade i Catalogue of Life.